# Arthur Gabriel
Arthur Gabriel (* 21. April 1865 in Militsch, Provinz Schlesien; † 19. November 1924 in Gotha) war ein deutscher Frauenarzt und Sanitätsoffizier.

## Leben
Gabriel wollte ursprünglich Berufssoldat werden, musste die begonnen militärische Laufbahn aber Zeit aus gesundheitlichen Gründen aufgeben. Im Anschluss daran studierte er Medizin an der Universität Breslau. In dieser Zeit wurde er Mitglied des Corps Silesia Breslau. Nach dem medizinischen Staatsexamen wurde er 1890 in Berlin zum Dr. med. promoviert. Er studierte  noch zwei Semester an der Sorbonne, bevor er als Schiffsarzt auf Reisen ging. Nach Deutschland zurückgekehrt, ließ er sich 1894 als Frauenarzt in Gotha nieder. Im Ersten Weltkrieg war er Marineoberstabsarzt und Frontarzt in Frankreich, Russland und Serbien.

## Werke
- Zur Diagnose der chronischen Gonorrhoe, 1890
- Die kassenärztliche Frage, 1912
- Die staatliche Organisation des Deutschen Ärztestandes, 1919
- Über das Erysipel mit besonderer Berücksichtigung des Recidius und der Reinfectio, Halle (Saale), 1922